# Denis Žvegelj
Denis Žvegelj (født 24. juni 1972 i Jesenice) er en slovensk tidligere roer.

## Rokarriere
Žvegelj roede primært toer uden styrmand sammen med Iztok Čop, og deres første store resultat kom, da de vandt VM-sølv i 1991. De stillede også op ved OL 1992 i Barcelona, hvor de vandt deres indledende heat og derpå blev nummer tre i deres semifinale. I finalen var det deres overmænd fra VM året forinden, briterne Matthew Pinsent og Steve Redgrave, der igen var hurtigst og vandt guld, mens tyskerne Colin von Ettingshausen og Peter Hoeltzenbein fik sølv foran Žvegelj og Čop, der vandt bronze (Sloveniens første OL-medalje som selvstændig nation). Ved VM året efter vandt de to slovenere igen bronze. Žvegelj deltog i firer uden styrmand ved OL 1996 i Atlanta, hvor den slovenske båd kom ind på fjerdepladsen.

## OL-medaljer
- 1992:  Bronze i toer uden styrmand